# Luka (Sängerin)
Luka (* 26. Juni 1979 in Porto Alegre als Luciana Karina Lima) ist eine brasilianische Popsängerin. Sie wurde durch die „Elch und weg“-Kampagne des Radiosenders SWR3 in Deutschland bekannt. Ihre Debütsingle Tô nem ai war 2003 in Brasilien sechs Wochen auf Platz 2 und 29 Wochen in den Top 20. Im Januar 2004 landete sie mit Platz 5 der Airplaycharts (Portugal) einen großen Erfolg in Europa.

## Diskografie

### Alben
- Porta Aberta (2003)
- Sem Resposta (2006)
- O Próximo Trem (2010)

### Singles
- Tô Nem Aí (2003) – Porta Aberta
- Porta Aberta (2003) – Porta Aberta
- Difícil Pra Você (feat. Billy) (2004) – Porta Aberta
- Enamorada (2004) – Porta Aberta
- Sem Resposta (2006) – Sem Resposta
- A Aposta (feat. Sérgio Moah) (2006) – Sem Resposta
- Quando Você Passa (2006) – Sem Resposta
- Tem Que Ser Diferente (2007) – Sem Resposta
- Cinderela Doida! (2010) – O Próximo Trem
- Pelo Espelho (2010) – O Próximo Trem
- Love is Free (2011)

### Videoalben
- Love is Free (2011)